# Vioolklier
De viool, vioolklier of wolfsklier is een kliertje dat voorkomt bij katachtigen en bepaalde hondachtigen. Het bevindt zich op de dorsale zijde van de staartaanzet en produceert feromonen die een rol spelen bij de voortplanting. Bij de meeste gedomesticeerde honden is dit orgaan niet meer herkenbaar, maar bij vossen, wolven en jakhalzen is het algemeen en duidelijk voorkomend. De vioolklier vormt het zogenaamde wolfsteken. Dit wolfsteken is een driehoekige zone in de huid met daarin haren die wat vettiger en soms anders zijn van kleur en consistentie.

## Trivia
- De zegswijze "Het is voor de kat haar viool" betekent dat je iets doet zonder nut, dat het voor niets is.
- André van Duin maakte in 1986 een liedje met als titel "voor de kat's viool"